# 葫芦藓
葫芦藓（学名：Funaria hygrometrica）在生物分类学上是葫芦藓科中的葫芦藓属中的一个种。
- 生态环境：生活在阴湿的环境中，通常在田园路旁等潮湿土壤中可以看到。
- 分布地域：葫芦藓是最常见的苔藓植物，在世界各地广为分布。
- 特征：植物体矮小，有芽胞形分枝。